# Servicio (evangelicalismo)
En el cristianismo evangélico, un servicio o celebración es un momento en que los creyentes se reúnen para  alabar,  adorar,  hablar con Dios y reciben un sermón basado en la Biblia y periódicamente la comunión. Puede tener lugar en la Iglesia o con la familia. Las reuniones se pueden realizar los días de semana, pero los domingos tienen una connotación especial. 

## Origen

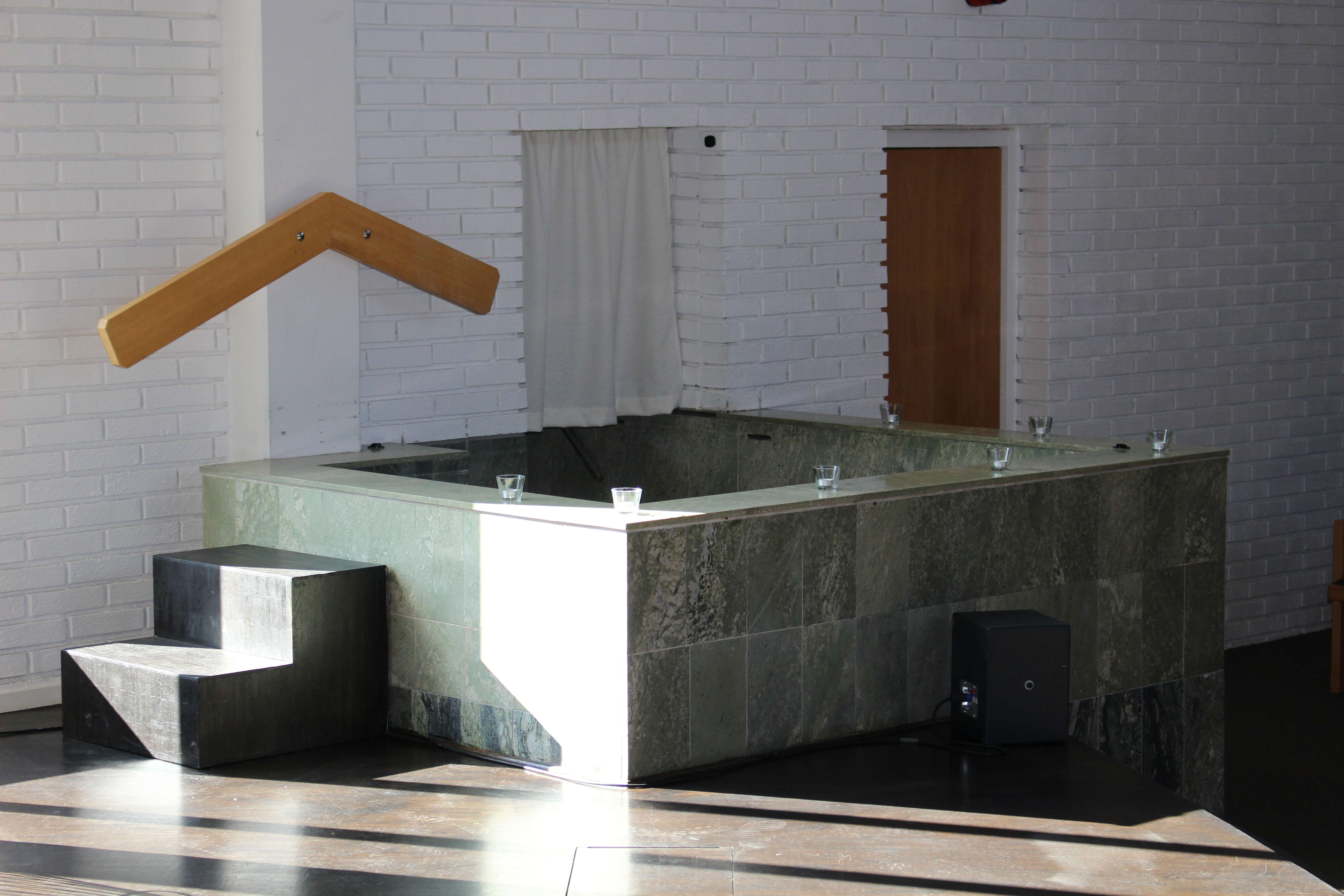
Baptisterio en la Iglesia pentecostal de Västerås, en Suecia, 2018.

El servicio se práctica dentro de la vida cristiana. Tiene su origen en los cultos judío. Jesucristo y Pablo de Tarso enseñaron una nueva forma de obedecer a Dios en las tribulaciones. En las Escrituras podemos apreciar que el mismo Jesucristo resucitado, venia a reunirse con todos sus discípulos en las congregaciones para compartir enseñanzas y discutir temas de suma importancia, orando y cantando himnos celestiales. En Hechos de los Apóstoles, leemos que los primeros cristianos también tenían este hábito. En 1 Corintios, Pablo de Tarso dejó en claro los principales elementos del servicio cristiano, a saber alabanza, sermón, ofrendas y la Cena del Señor.

## Forma

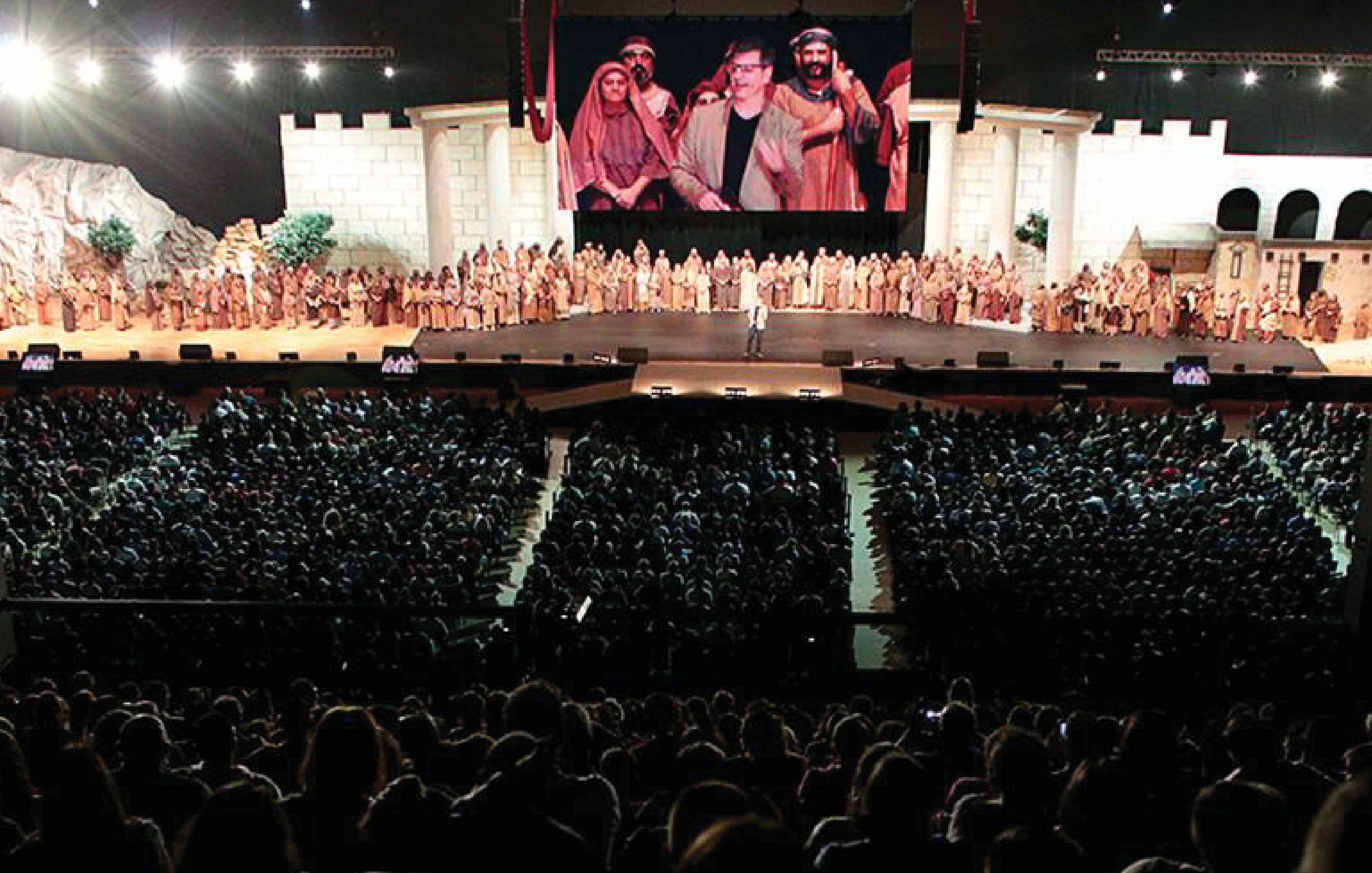
Espectáculo sobre la vida de Jesús durante un servicio en la Iglesia de la ciudad en São José dos Campos, afiliada a la Convención Batista Brasileña.

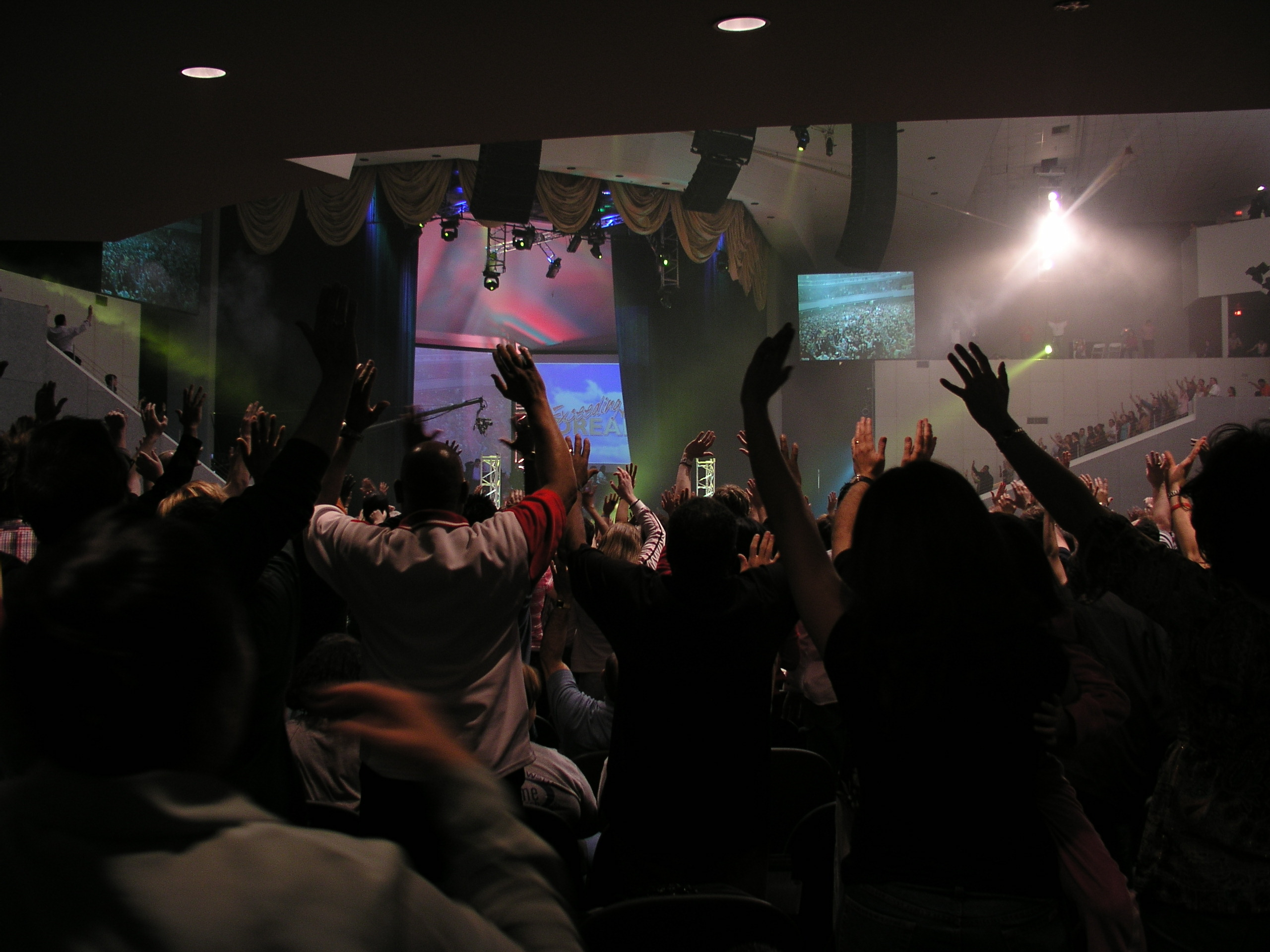
Servicio en la Iglesia de la ciudad de los sueños en Phoenix, Estados Unidos, afiliada a las Asambleas de Dios, 2010.

El servicio en las iglesias Evangélicas es visto como un acto de adoración de Dios. No hay liturgia, la concepción del servicio de adoración es más informal. Generalmente lo dirige un pastor cristiano junto a toda su familia.
Por lo general, contiene 5 partes principales: Las alabanzas (música cristiana de agradecimiento a Dios), La adoración (Una forma de canto que nos hace reconocer que sin Dios, todos carecemos de un propósito de vida) La oración intermedia (Es aquélla donde le rogamos a Dios que nos demuestre la verdadera esencia de los Evangelios) y el sermón (Un estudio bíblico con temas congruentes), La oración final (Dónde se derraman abundantemente bendiciones para todos los oyentes), y la disposición de los diezmos o las primicias (Una donación de agradecimiento por el conocimiento aportado) con periódicamente la comunión y el diálogo entre los creyentes. Durante el servicio, generalmente hay una guardería para bebés.  Niños y jóvenes reciben una educación adaptada, escuela dominical, en una sala separada.
Con el movimiento carismático de los años 60, se produjo una nueva concepción de alabanza en el servicio, como aplaudir y levantar las manos como un signo de adoración, en muchas denominaciones evangélicas.
En las décadas de 1980 y 1990, música cristiana contemporánea, que incluía una gran variedad de estilos musicales, como rock cristiano y hip hop cristiano, aparecieron en la alabanza.
En los años 2000 y 2010, las tecnologías digitales se integraron en los servicios, como los video-proyectores para transmitir las letras de alabanza o video, en pantallas grandes. El uso de redes sociales como YouTube y Facebook para retransmitir servicios de adoración en vivo o retrasados, a través de Internet, también se ha extendido. Las donaciones en línea se han convertido en una práctica común en varias iglesias.
En algunas iglesias, se reserva un tiempo especial para las curaciones por la fe con imposición de manos durante los servicios. La curación por la fe o curación divina se considera un legado de Jesús adquirido por su muerte y resurrección.
Las principales fiestas cristianas celebradas por los evangélicos son Navidad, Pentecostés (por la mayoría de las denominaciones evangélicas) y Pascua para todos los creyentes.

### Lugares de culto

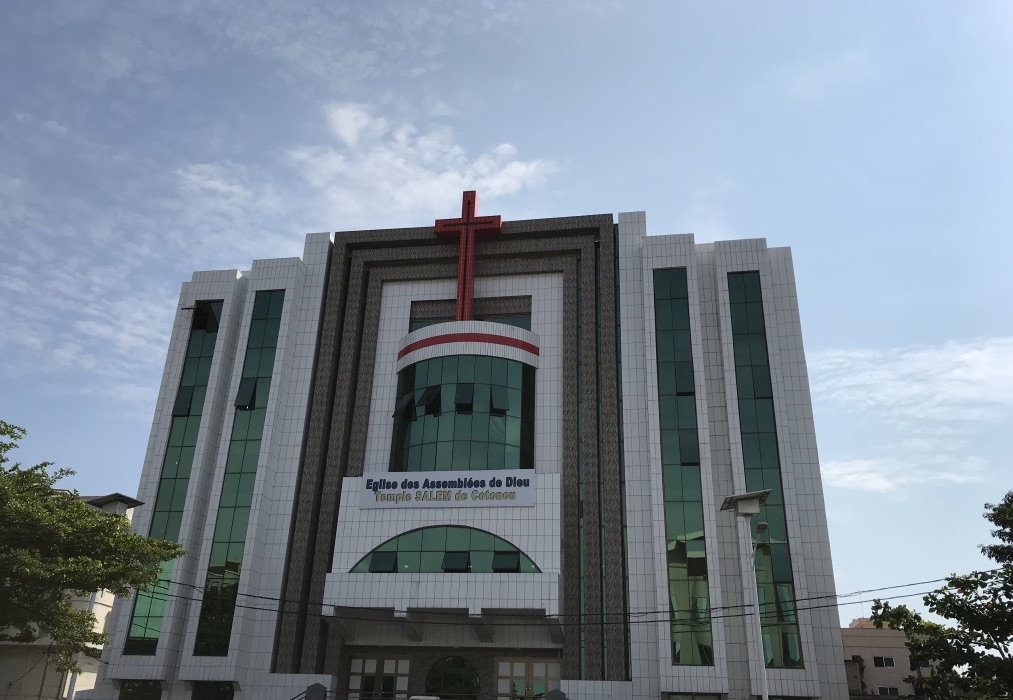
Templo Salem de Cotonú, afiliado a las Asambleas de Dios, en Benín, 2018.

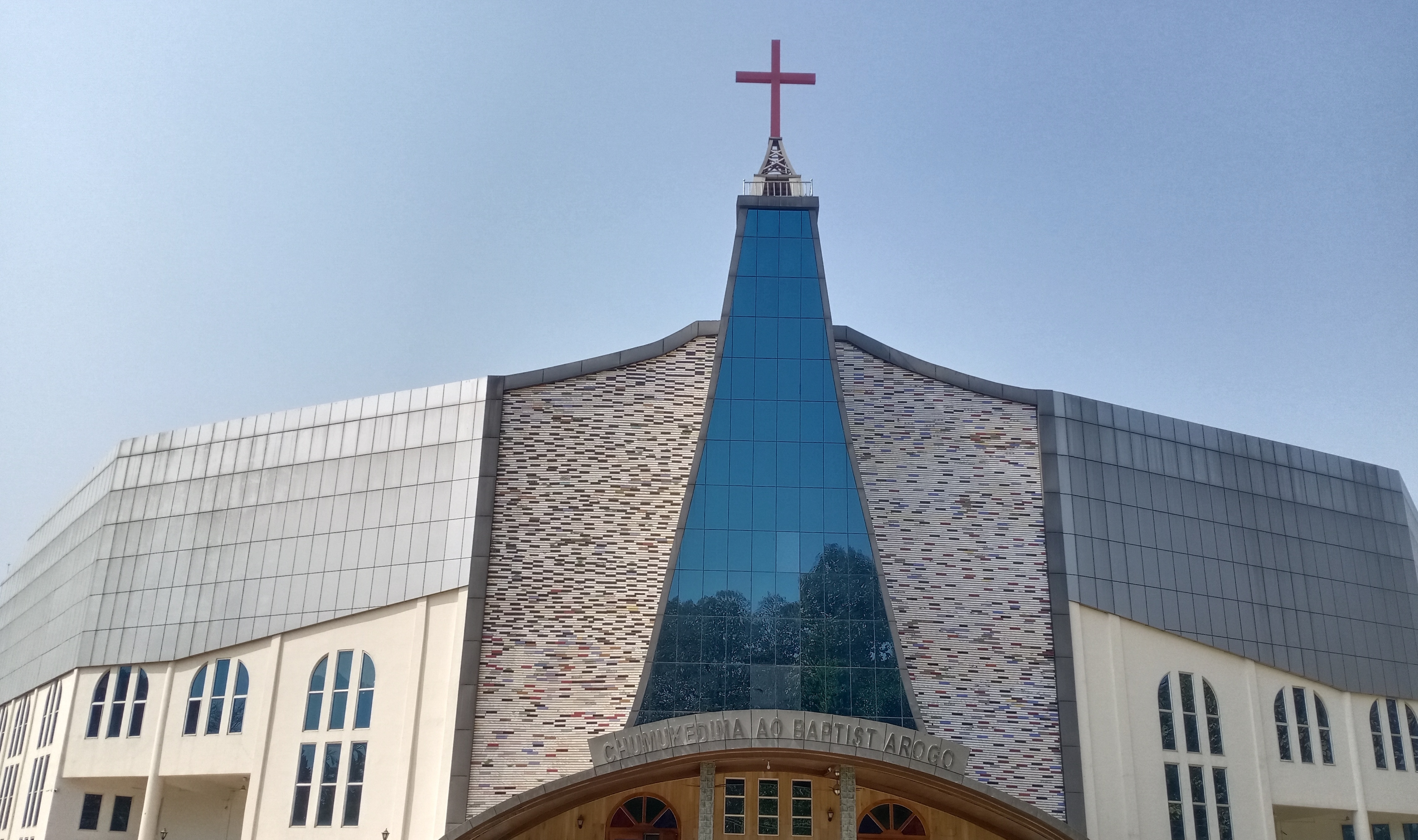
Edificio de la Iglesia Bautista Chumukedima Aaya, Kohima, afiliada al Concilio de la Iglesia Bautista de Nagaland (India).

Los lugares de culto se suelen llamar «edificios de iglesia» o «templos». En algunas megaiglesias, la palabra "campus" a veces se usa. La arquitectura de los lugares de culto se caracteriza principalmente por su sobriedad. La cruz latina es uno de los únicos símbolos espirituales que generalmente se pueden ver en el edificio de una iglesia evangélica y que identifica el lugar.  Algunos servicios tienen lugar en teatros, escuelas o salas de usos múltiples, que se alquilan solo los domingos. Debido a su interpretación del segundo de los Diez Mandamientos, los evangélicos no tienen representaciones de material religioso como estatuas, iconos o pinturas en sus lugares de culto. Generalmente hay un baptisterio en el escenario del auditorio (también llamado santuario) o en una sala separada, para los  bautismos por inmersión.

## Iglesias caseras
En algunos países del mundo que aplican sharia o comunismo, las aprobaciones gubernamentales por el servicio son complejas para los evangélicos. Debido a la presencia de persecución de cristianos, las iglesias caseras evangélicas se han desarrollado. Por ejemplo, hay movimientos evangélicos de las iglesias caseras en China. Las reuniones tienen lugar en casas particulares, en secreto y en "ilegalidad". Cabe recordar también que China tiene muchas iglesias oficiales por todo el país, es uno de los países donde más crece el cristianismo.

## Megaiglesias

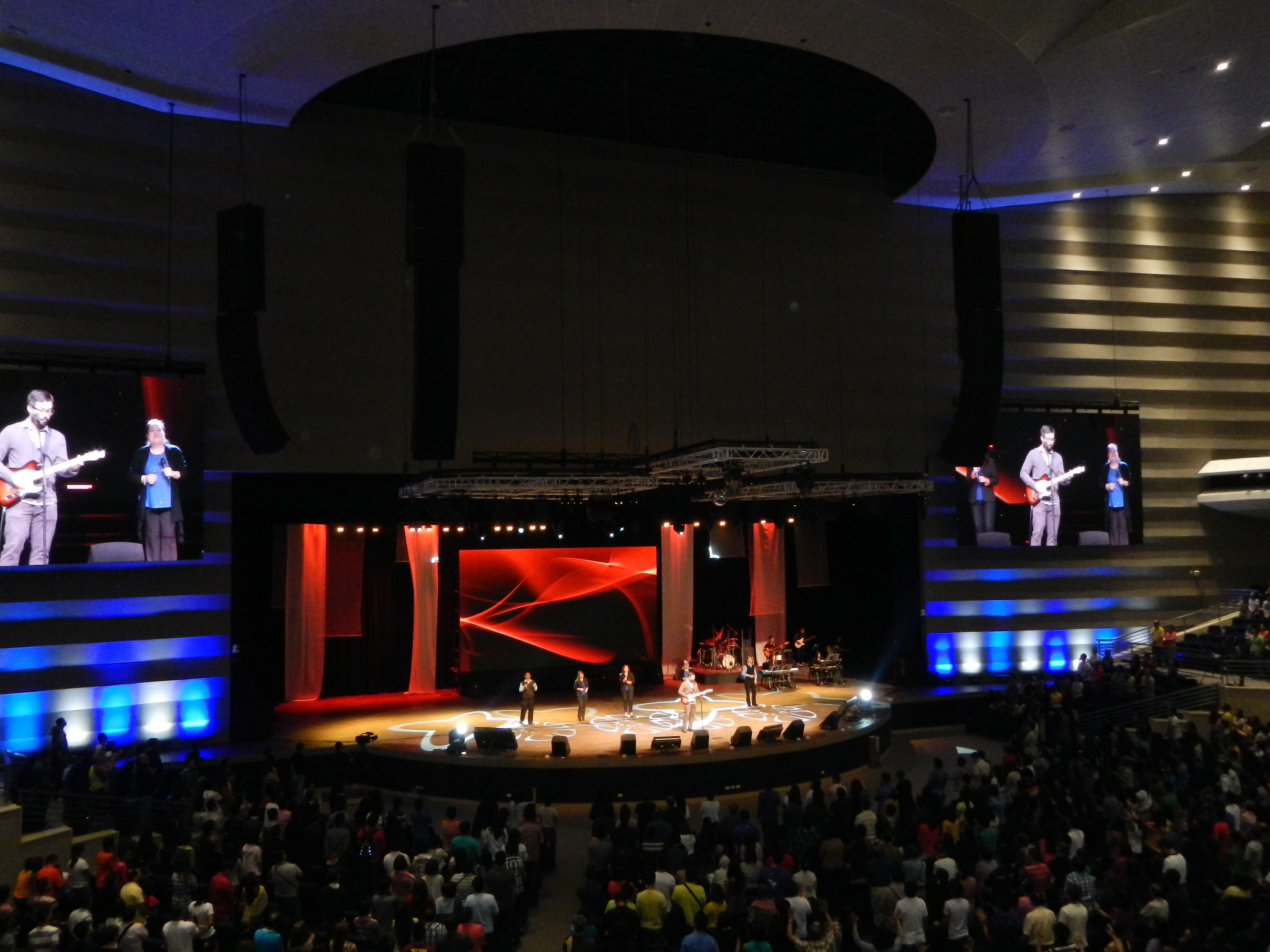
Servicio en Christ's Commission Fellowship en Pásig, Filipinas, afiliada a la Christ's Commission Fellowship, 2014.

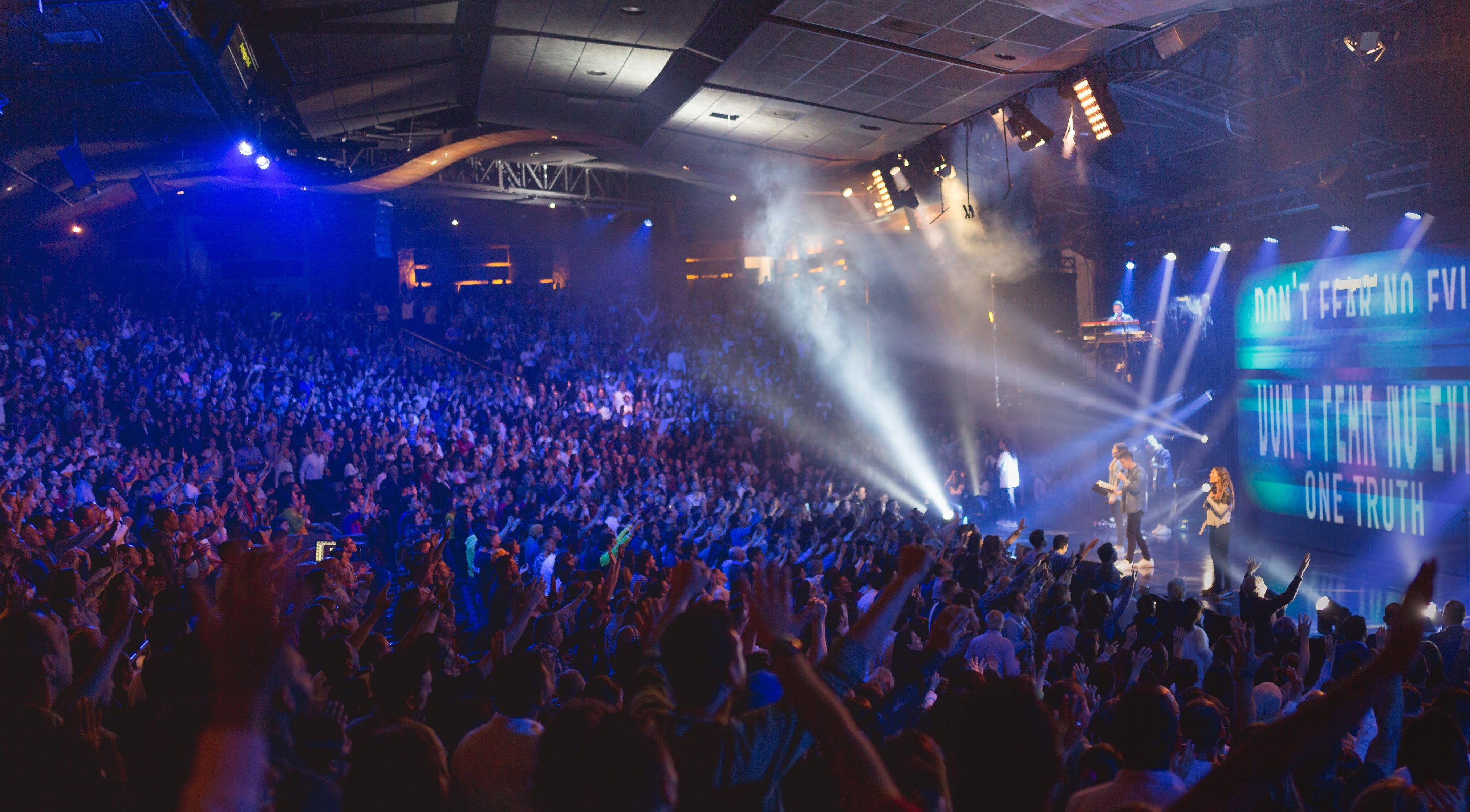
Servicio en El Lugar de Su Presencia, en Bogotá, en Colombia, 2019.

Los servicios de adoración toman proporciones impresionantes en las Megaiglesias (iglesias donde más de 2,000 personas se reúnen cada domingo). En algunas de estas megaiglesias se reúnen cada domingo más de 10.000 personas. Estos se llaman Gigaiglesia. En 2015, había alrededor de 100 gigaiglesias en los Estados Unidos.

## Grupos
CIEE son grupos de estudiantes evangélicos que se reúnen en campus de 160 países de todo el mundo para compartir sus ideas sobre la Biblia.
Las reuniones de la Fraternidad Internacional de Hombres de Negocios del Evangelio Completo se llevan a cabo en restaurantes u hoteles y los hombres de negocios cristianos hablan sobre su fe.

## Controversias
Una doctrina particularmente controvertida en las iglesias evangélicas es la de la teología de la prosperidad, que se difundió en los años 70 y 80 en los Estados Unidos, principalmente a través del televangelismo. Esta doctrina se centra en la enseñanza de la fe cristiana como un medio para enriquecerse financiera y materialmente, a través de una "confesión positiva" y una contribución a los ministerios cristianos. Promesas de sanidad divina y  prosperidad está garantizada a cambio de ciertas cantidades de donaciones. La fidelidad en el diezmo permitiría evitar las maldiciones de Dios, los ataques del diablo y la pobreza. Las ofrendas y el diezmo ocupan mucho tiempo en los servicios. A menudo asociado con el diezmo obligatorio, esta doctrina a veces se compara con un negocio religioso. Es criticada por pastores y sindicatos de iglesias, como el Consejo Nacional de Evangélicos de Francia, en Francia.